# Manufatto litico

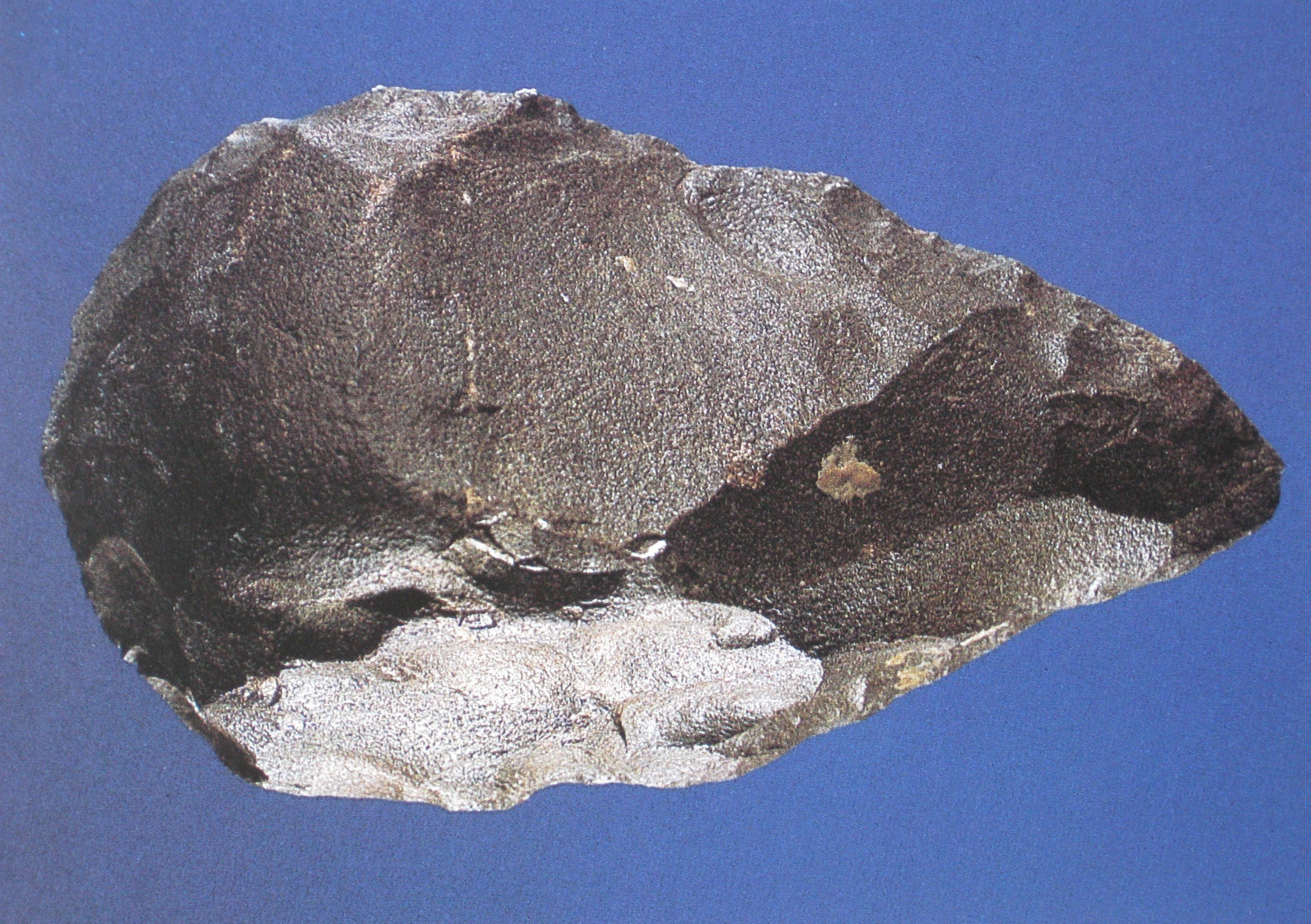
Bifacciale ritrovato nei pressi di Rimini

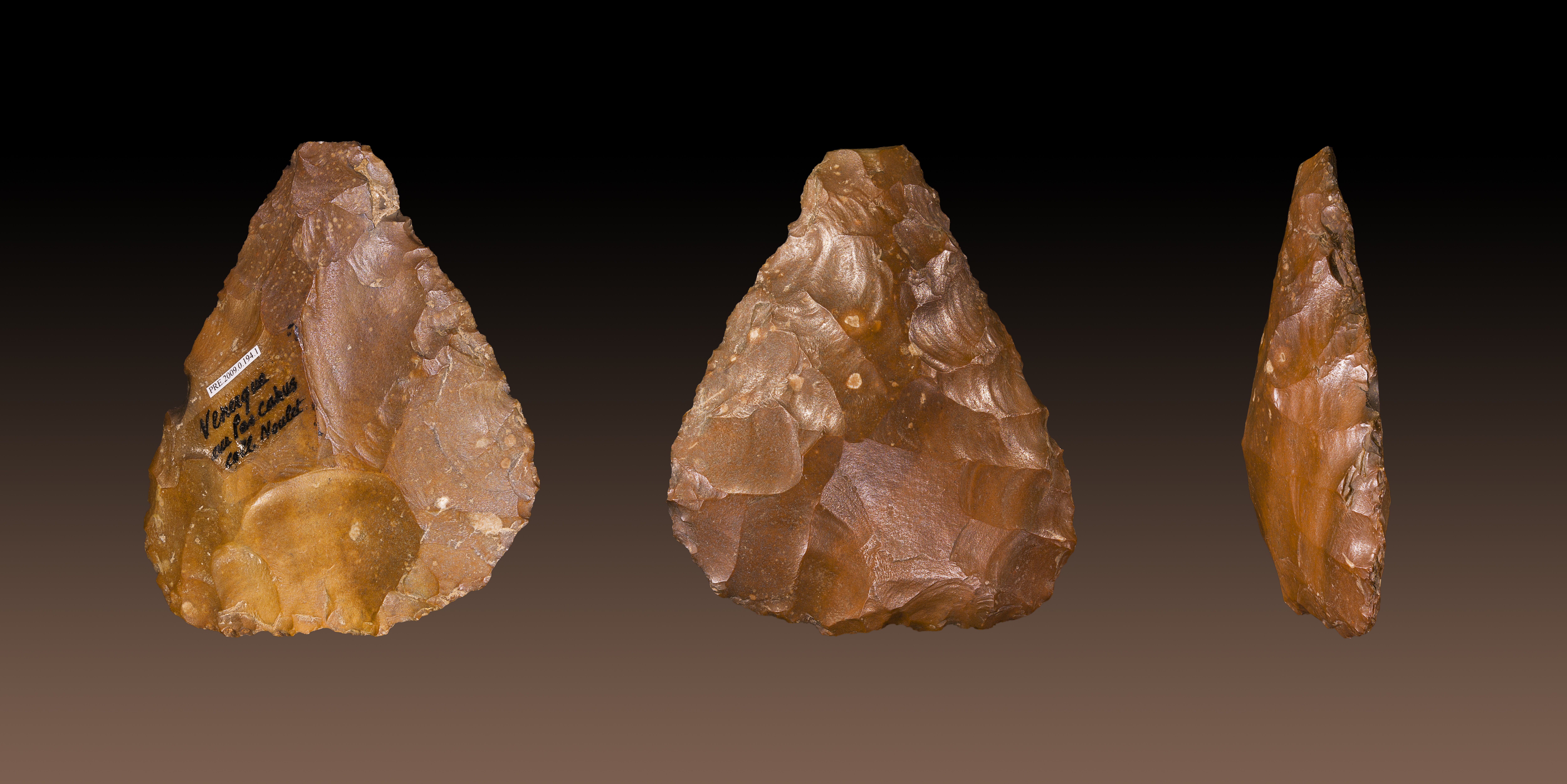
Bifacciale di selce di Venerque (Francia)

Un manufatto litico (dal greco antico lithos, pietra) è uno strumento o un oggetto realizzato utilizzando come materia prima la pietra.
Il termine è generalmente utilizzato in archeologia per indicare gli oggetti prodotti in epoca preistorica dagli Hominidae, e complessivamente considerati come prodotto finale dell'industria litica.

## Classificazione
I manufatti litici possono essere classificati in base a diversi criteri. Le classificazioni più comuni si basano su:
- tipo di pietra: i manufatti litici sono classificati in base alla materia prima utilizzata, la pietra, che spesso in epoca preistorica dipendeva dalla sua disponibilità locale del materiale. In questo contesto le pietre più comuni sono la selce, l'ossidiana e il quarzo;
- tecnica di scheggiatura: in questo caso la classificazione prende in considerazione le tecniche di scheggiatura, ovvero la percussione diretta, la percussione su incudine, la percussione bipolare, la percussione indiretta e la scheggiatura per pressione[2];
- forma e funzione: la classificazione prende in considerazione la forma e la funzione dei manufatti litici; tra i più comuni si citano le punte di freccia, i raschietti e i coltelli.

### Forma e funzione
In particolare, i manufatti litici possono essere classificati in base a forma e funzione come:
- Amigdala, particolare tipo di bifacciale, scolpito a forma di mandorla e usato per azioni giornaliere compiute dagli uomini primitivi[3];
- Armatura; piccolo elemento in pietra, inserito o fissati su strutture in legno o osso, per aumentarne l'efficacia nel taglio[senza fonte];
- Bifacciale, un utensile di pietra (cuneo o ascia da pugno), in genere di forma ovale o triangolare, spesso scheggiato e lavorato allo scopo di renderlo tagliente o appuntito a una estremità;
- Bulino, utensili per la lavorazione del legno simili a scalpelli;[4]
- Chopper, probabilmente utilizzato come arma oppure usato come strumento da taglio (per aprire un osso e nutrirsi di midollo oppure per tagliare la pelle degli animali);
- Metate, detta anche o pietra da pasto, è uno strumento di pietra utilizzato per la lavorazione del grano e dei semi.
- Pietra martello, è un ciottolo duro utilizzato per ottenere scaglie da un pezzo di pietra durante il processo di riduzione litica[5];
- Punta di Clovis, sono punte litiche con una caratteristica rastremazione, associate alla cultura Clovis del Nuovo Mondo, delle quali se ne discute ancora l'uso, ovvero se fossero lame di coltello o punte di lancia;
- Raschiatoio, lama con un margine robusto e smussato, utilizzato per raschiare pelli o legno[senza fonte];

### Tecnica di scheggiatura
Nel 1969 l'archeologo britannico Grahame Clark propose una classificazione della scheggiatura sulla base delle tecnologie litiche dominanti utlizzate nella scheggiatura della selce, dal Modo 1 al Modo 5, cui corrispondeva un arco temporale, ad indicare una sorta di progressione evolutiva tecnologica. Ogni regione aveva una propria cronologia per la successione dei Modi: ad esempio, il Modo 1 era in uso in Europa molto tempo dopo essere stato sostituito dal Modo 2 in Africa. In seguito alla scoperta del sito archeologico di Lomekwi in Kenya del 2011, fu aggiunta una ulteriore classificazione, denominata Pre-Mode I.

#### Pre Modo 1
Gli strumenti di pietra rinvenuti a Lomekwi, sono datati a 3,3 milioni di anni fa, sulla base degli strati di cenere vulcanica in cui sono stati trovati gli strumenti,i e potrebbero essere stati realizzati da Australopithecus afarensis,  a cu apparteneva Lucy, o da Kenyanthropus platyops.

#### Modo 1

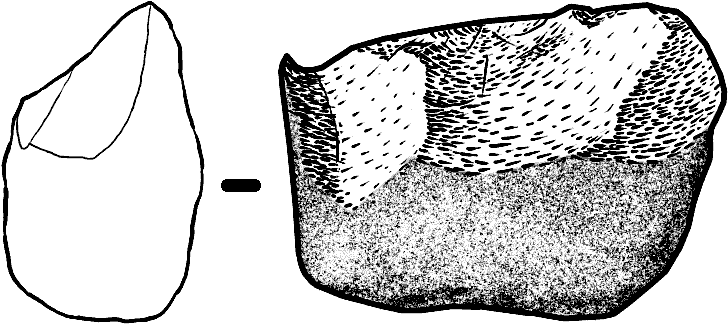
Chopper con margine semplice

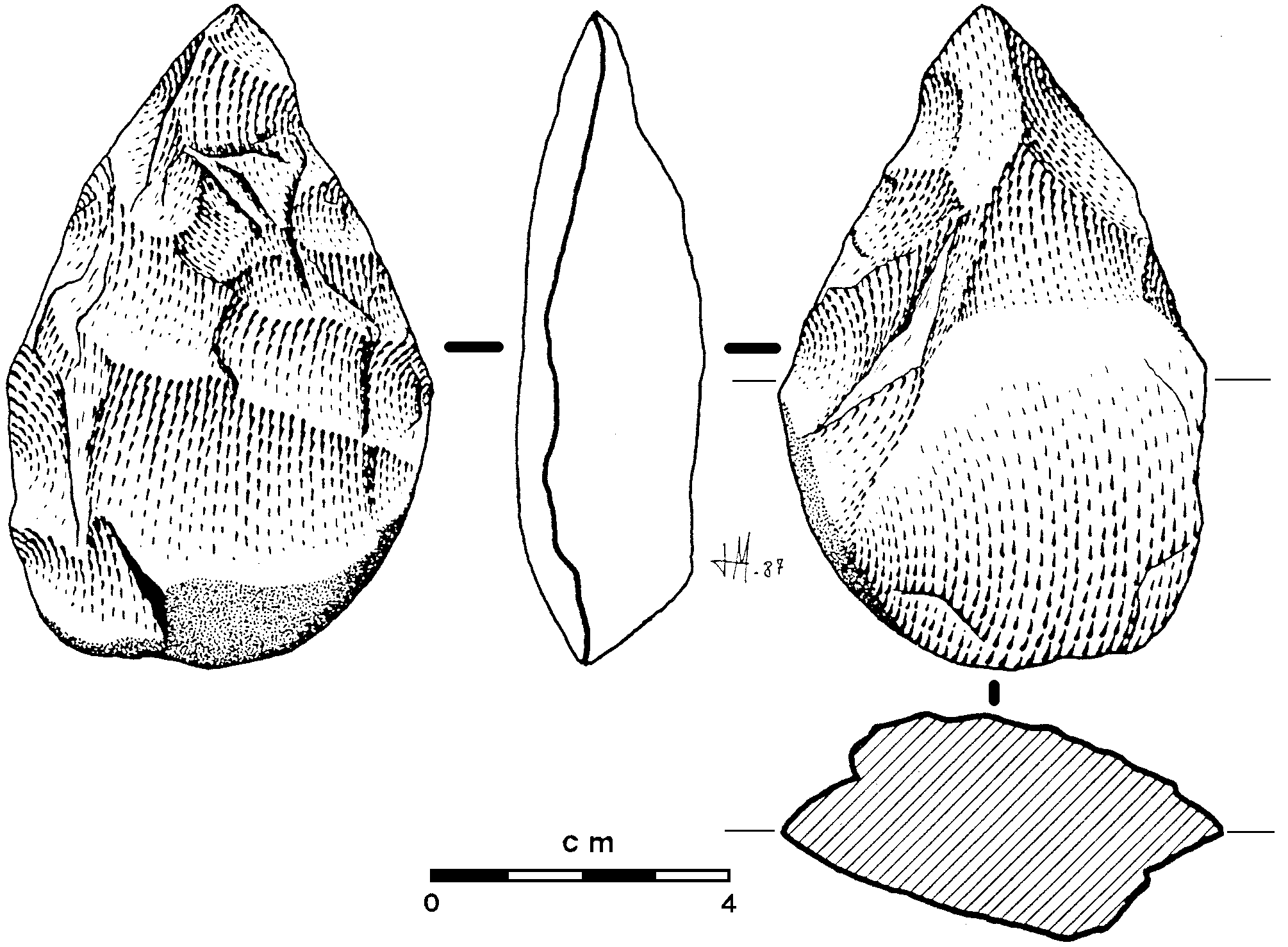
Bifacciale

L'Olduvaiano è una tecnica di produzione di strumenti di pietra risalente al paleolitico inferiore, che prende il nome dal sito archeologico della Gola di Olduvai in Tanzania; due sono i principali strumenti propri dell'Olduvaiano: il chopper, un manufatto che presenta un margine tagliente, e il bifacciale, che presenta due margini taglienti. 
Attualmente si ritiene che la produzione olduvaiana interessi diverse specie ominine, anche se i ritrovamenti del sito archeologico di Nyayanga in Kenya, hanno portato gli studiosi a ritenere che gli strumenti propri dell'olduvaiano potessero essere, se non prodotti, quantomeno utilizzati dai Paranthropus. Gli scavi di Nyayanga hanno retrodatato a 2.8 milioni di anni fa il limite superiore del periodo, che arriva fino a mezzo milione di anni fa. 
Si ritiene che la cultura Olduvaiana si sia formata nell'Africa orientale circa 2,8 milioni di anni fa, e da qui si fosse quindi diffusa verso il Nordafrica, dovei nel sito di Aïn Hanech, in Algeria, sono stati scoperti reperti datati a 1,77 milioni di anni fa.

#### Modo 2
L'Acheuleano è caratterizzato da manufatti litici a forma di mandorla, e lavorati su due lati in modo simmetrico ("bifacciali" o "amigdale"), associati all'Homo erectus, e specie derivate, come l'Homo heidelbergensis. Il termine "acheuleano" deriva il suo nome dal quartiere Saint-Acheul di Amiens, in Francia, dove è stato descritto per la prima volta da Gabriel de Mortillet nel 1872. 

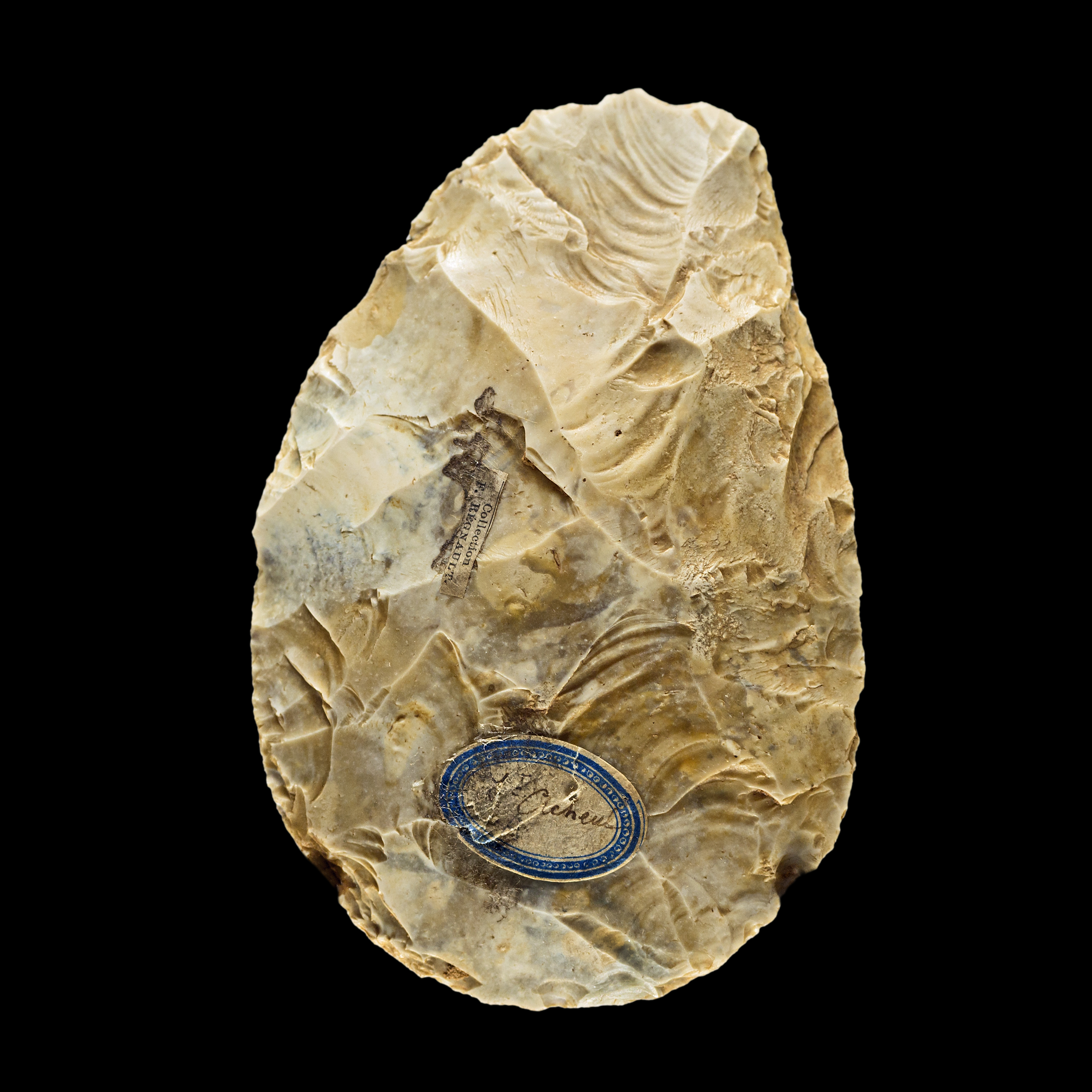
Bifacciale acheuleano (200.000 anni BP) trovato a Saint Acheul (Francia)

Generalmente la datazione, spesso ottenuta attraverso una o più tecniche geologiche, come la datazione radiometrica, la datazione al potassio-argon o la magnetostratigrafia, e che risente degli studi sui nuovi ritrovamenti, come anche dall'affinamento delle tecniche di datazione, o da nuovi collegamenti interdiscplinari, pone l'età più antica dell'acheuleano a un periodo compreso tra 1,7 e 1,5 milioni di anni fa, per arrivare fino a circa 200 000 anni fa, con differenze regionali per entrambi i limiti di datazione.
Gli strumenti littici ritrovati nell'area di Konso in Etiopia negli anni '90 sono stati datati a circa 1,5 milioni di anni fa, sulla base della datazione radiometrica fatta sulle ceneri sedimentate nel terreno dove questi sono stati ritrovati. Si è giunti alla stessa datazione per il sito archeologico di Attirampakkam in India, utilizzando la magnetostratigrafia.
In Europa la datazione più antica di un sito acheuleano, è quella di Barranc de la Boella in Spagna, per i quali la datazione è di circa 1 milione di anni fa, mentre in Italia è quella fatta per il sito di Notarchirico in Basilicata, la cui industria litica risale a circa 700 000 anni fa.

#### Modo 3

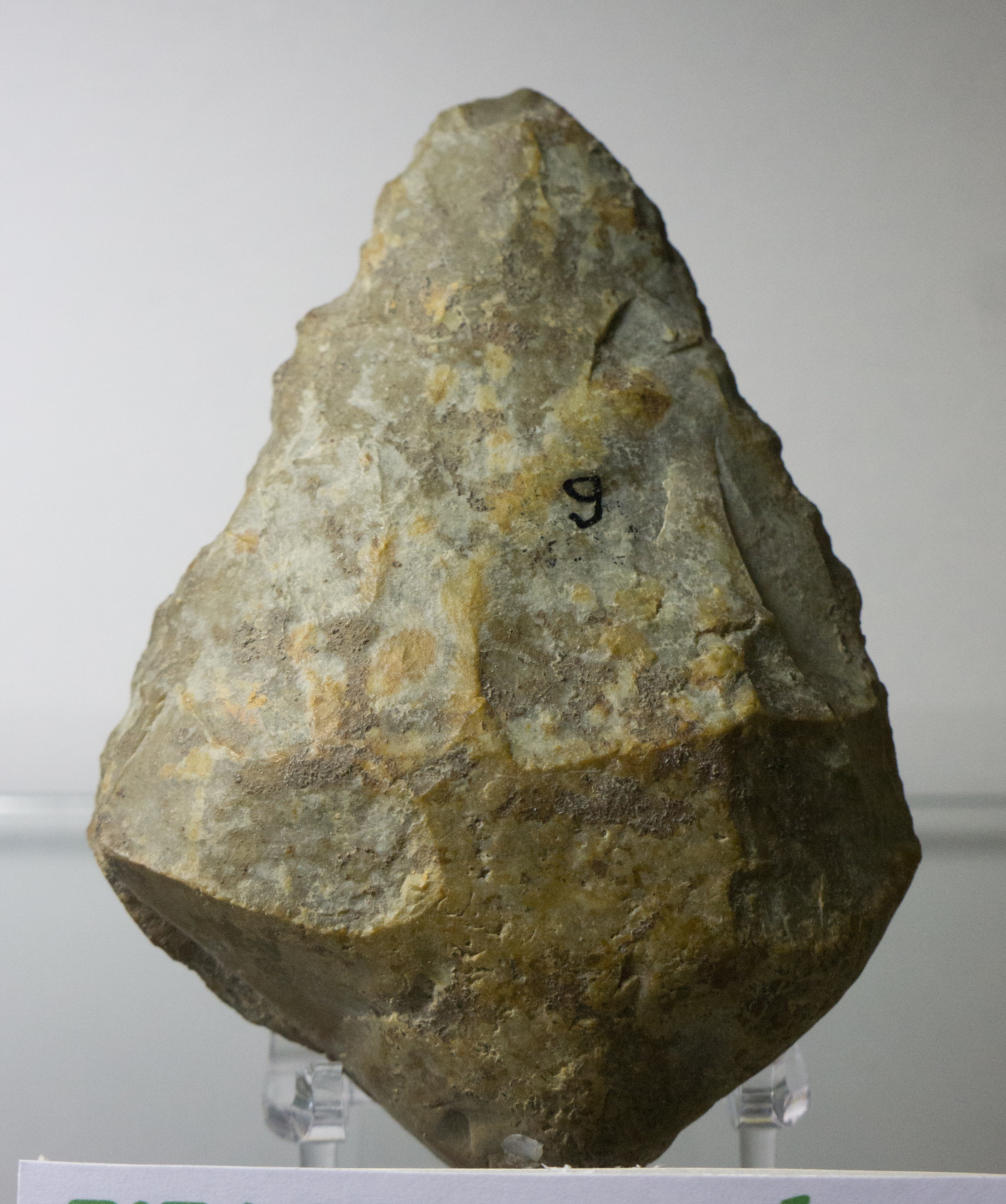
Bifacciale

Musteriano è un nome dato dagli archeologi un tecnica litica associata principalmente con l'Homo neanderthalensis e risalente al paleolitico medio. Prende nome dal sito di Le Moustier, un riparo in roccia nella regione francese della Dordognae il termine fu introdotto da Gabriel de Mortillet nel 1872.
Attrezzi in selce simili sono stati trovati in tutta l'Europa che non era interessata dalle glaciazioni, oltre che nel Vicino Oriente e nel Nordafrica. Raschiatoi, denticolati e punte costituiscono la maggior parte della produzione di questo tipo di tecnica.
Generalmente, le pietre venivano lavorate in modo da produrre una base di partenza adatta a più possibili attrezzi (nucleo), che veniva poi rifinito rimuovendo schegge di selce con la tecnica Levallois o un'altra tecnica equivalente.

#### Modo 4
L'Aurignaziano è un grande complesso culturale, caratterizzato, per quanto riguarda l'industria litica, dalla produzione di utensili in schegge di pietra piuttosto che in lame; come parte di questo stile, le schegge venivano ritoccate per creare raschietti. Venivano prodotti anche punte di osso o corno lavorate, ma anche lame sottili e lamette ricavate da nuclei preparati, portato dai primi uomini in senso moderno che giungono in Europa, che si differenzia dalla produzione litica musteriana, associata ai Neanderthal.
Con l'Aurignaziano compaiono i primi manufatti di forma ben definita (punte di zagaglie, punteruoli, spatole, zappe) ricavati da materiali duri d'origine animale. Nell'Aurignaziano compaiono anche oggetti ornamentali, riti funerari complessi, oggetti decorati, manifestazioni d'arte figurativa. L'insieme delle evidenze archeologiche suggerisce anche attività non utilitarie. A questa cultura appartiene anche una delle antiche raffigurazioni di arte figurativa, la Venere di Hohle Fels, ritrovata nel settembre 2008 in una cava presso Schelklingen, un comune situato nel land del Baden-Württemberg, nel sud della Germania.

#### Modo 5
Gli utensili in pietra sono caratterizzati dalla produzione di microliti, utilizzati in utensili compositi, principalmente fissati a un'asta, [26] come ad esempio nella cultura magdaleniana. Tale tecnologia consente un uso molto più efficiente di materiali disponibili come la selce, sebbene richieda una maggiore abilità nella produzione di piccole schegge. L'inserimento di bordi affilati di selce in un manico di legno o osso è l'innovazione chiave nei microliti, essenzialmente perché il manico offre all'utente protezione dalla selce e migliora anche la leva del dispositivo.